# 伊藤忠マシンテクノス
伊藤忠マシンテクノス株式会社（いとうちゅうマシンテクノス）は、伊藤忠商事100%出資の完全子会社。
工作機械・産業機械・食品機械を中心に取扱う機械専門商社である。

## 事業所
- 東京本社 - 東京都千代田区永田町2丁目14番2号  山王グランドビル3F・7F
- 大阪本社 - 大阪府大阪市中央区南本町3丁目6番14号 イトゥビル9F
- 名古屋支店 - 愛知県名古屋市中区錦1丁目5番11号 名古屋伊藤忠ビル4F
- 広島営業所 - 広島県広島市中区中町7番32号 ニッセイ広島ビル5F
- 帯広営業所 - 北海道帯広市大通南9丁目4 帯広大通ビル7F
- 福岡営業所 - 福岡県福岡市博多区博多駅前3丁目2番1号 日本生命博多駅前ビル13F
- 熊本営業所 - 熊本県熊本市中央区上通町3番31号 肥後水道町ビル7F
- 富士事業所 - 静岡県富士市五貫島770番地2
- 大阪ラボ - 大阪府東大阪市水走3-8-6
- 今治出張所 - 愛媛県今治市南大門町1-5-6 フィネス今治1F

## 沿革
- 1966年 前身である伊藤忠化工機販売株式会社設立
- 1988年 伊藤忠産機株式会社へ社名変更
- 1999年 伊藤忠システム機器株式会社と合併
- 2007年 伊藤忠産機メックス株式会社と合併
- 2010年 伊藤忠産機株式会社と伊藤忠メカトロニクス株式会社が経営統合、伊藤忠マシンテクノス株式会社に社名変更
- 2011年 伊藤忠フーデック株式会社と合併
- 2013年 マシンテクノスメキシコ会社設立
- 2017年 カンタムエレクトロニクスと共同で、台湾電機商社の所羅門（ソロモン）が自主開発した3次元（3D）ビジョンと人工知能（AI）を組み合わせたピッキングシステムの代理販売権を取得
- 2022年 伊藤忠システックと合併[2]